# Seuil (toxicologie)
En toxicologie (et en écotoxicologie), les seuils toxicologiques sont des limites au-delà desquelles certains effets toxiques sont susceptibles d'apparaître chez les organismes (ou organes) exposés à un ou plusieurs toxiques. 

Il s'agit aussi parfois de seuils à ne pas dépasser (on parle alors plutôt de normes). 

Ces seuils sont ensuite parfois juridiquement ou volontairement traduits en normes ou en recommandations 

Ils sont publiés, et périodiquement revus à la hausse ou à la baisse selon l'évolution des connaissances scientifiques du moment, ou selon les capacités qu'a la société à les respecter (Cf. principe de relativisation par les conditions techniques et économiques du moment, consacrée par le droit en France dans la définition du déchet ultime). 

## Notion relative
Un seuil toxicologique est seuil indicatif de risque. 

Il est habituellement relatif aux couples « Concentration » - « Durée d'exposition », éventuellement pondéré par la biodisponibilité, et calculés par produit. 

Il concerne habituellement la toxicité aiguë d'un produit, mais peut éventuellement concerner une toxicité chronique.

Il ne tient pas compte des synergies positives ou négatives entre différents produits toxiques.

Dans le calcul des seuils - sauf précision explicite - on ne prend pas en compte les sujets « hypersensibles » (insuffisant respiratoire pour les polluant de l'air par exemple, ou personnes génétiquement prédisposées...)

On distingue :
- les effets toxiques à seuil de dose (quand les dommages sur un organisme apparaissent au-delà d'une certaine dose (correspondant souvent au dépassement des capacités de détoxification, compensation ou de réparation de l'organisme). On parle alors aussi de « dose maximale sans effet néfaste observable » (DMSENO) ou NOAEL en anglais pour no-observed adverse effect level.
- les effets toxiques sans seuil de dose, qui désignent des effets de xénobiotiques toxiques pouvant agir quelle que soit la dose, quand par exemple une seule molécule suffit à provoquer un effet adverse dans une cellule, potentiellement néfaste pour l'organisme, par exemple à la suite d'une mutation de l'ADN. Cette catégorie regroupe les produits CMR :
  - cancérogènes ;
  - mutagènes (ou génotoxiques) ;
  - reprotoxiques.

Un seuil de toxicité peut éventuellement être précisé pour une sous-population vulnérable (ex : enfant, femme enceinte, personne âgée, etc.).  Différents niveaux de seuils traduisent différents niveaux de gravité de risque ou d'impact.

## En France
En France, l'INERIS a mis au point une « Méthodologie de détermination des seuils des effets létaux, des effets irréversibles, des effets réversibles et de perception » lors d'émission accidentelle d'une substance chimique dans l'atmosphère (adoptée le 20 novembre 2003,  consultable sur le [site Internet de l'INERIS], ainsi (en aout 2004) qu'un rapport intitulé Détermination des Seuils d'Effets Létaux 5 % dans le cadre des réflexions en cours sur les PPRT 
On parle de :
- seuils des effets létaux  (S.E.L.) ; c'est le seuil au-delà duquel survient la mort.
- seuils des effets irréversibles  (S.E.I.), seuil au-delà duquel des lésions  ou séquelles fonctionnelles persistantes apparaîtront durablement, à la suite de l'exposition au toxique
- seuils des effets réversibles ; l'exposition a un effet toxique, mais après l'arrêt de l'exposition au produit, un retour à l'état de santé antérieur est acquis
- seuil de perception (S.P.) ; l'organisme perçoit le produit par au moins l'un de ses cinq sens, en général via le goût ou l'odorat, mais il peut aussi s'agir d'une perception dacidité ou sensation de brûlure (pour l'œil, la peau, les muqueuses.., une sensation d'œdème, une réaction asthmatiforme, etc.

Des guides spécialisés existent, par exemple sur les valeurs de référence de seuils d'effets des phénomènes accidentels des installations classées

## Incertitudes, limites, débats
La notion de seuil peut renvoyer à différents débats, dont sur :
- les sous-populations vulnérables ;
- la notion de dose-effet (relation parfois non linéaire) ;
- les synergies entre toxiques ou entre toxiques et d'autres produits normalement non toxique ;
- les potentialisations ;
- l'effet chronique des faibles doses  ;
- les toxiques sans seuil (le plomb ou le mercure semble toxiques quelle que soit la dose, alors que d'autres produits (oligo-éléments) peuvent être utile ou nécessaire à l'organisme, et toxique au-delà d'un certain seuil ;
- l'homéopathie

## Calcul des seuils
Ils sont calculés pour un organisme moyen, sur la base d'une  modélisation toxicologique faite par exemple sur la base de données provenant des suicides, d'accidents (au travail ou médicamenteux) et de l'expérimentation animale (rat, souris, lapin, porc, singe..., dont on a montré qu'ils n'étaient pas toujours des modèles parfaits). 

Depuis peu on teste aussi la toxicité ou l'allergénicité de certaines molécules sur des cultures d'organe, qui ne peuvent pas non plus répondre comme le ferait un organisme réel. 

Des modèles mathématiques et bioinformatiques permettent aussi d'approcher certaines situations. 

Des études toxicologiques peuvent affiner la mesure des seuils pour des  organes-cibles